# بحيرة لا جايبا
بحيرة لا جابيا هي بحيرة في مقاطعة أنخيل ساندوفال، بوليفيا وماتو غروسو، البرازيل.